# Чёрная (городской округ Истра)
Чёрная — деревня в Истринском районе Московской области. Входит в состав Павло-Слободского сельского поселения. Население — 4712 чел. (2021), в деревне 8 улиц, зарегистрировано 4 садовых товарищества.
Находится примерно в 16 км на юго-восток от Истры, на левом берегу речки Нахабинка, фактически — западная окраина Нахабино, высота над уровнем моря 176 м.

## История
В XVI веке и до последней четверти XVII века селение входило в состав Горетова стана Московского уезда, в вотчину боярина Бориса Ивановича Морозова. В конце XVII века вотчина перешла в дворцовое ведомство и Чёрная осталась в составе Московского уезда. После ряда административных изменений конца XVIII века деревня оказалась в Звенигородском уезде. В начале XX века деревня состояла в Павловской волости Звенигородского уезда, постановлением президиума Моссовета от 14 января 1921 года, вместе с волостью, включена в состав Воскресенского уезда, при этом был образован Нахабинский сельсовет и Чёрную включили в его состав. Постановлением президиума ВЦИК от 14 января 1929 года уезды были упразднены, село вошло в состав Воскресенского района Московского округа Центрально-Промышленной области (с 3 июня 1929 года — Московская область). В ходе укрупнения сельсоветов 1940-х годов Чёрную включили в состав Павло-Слободского совета.

## Население
| 2002 | 2006 | 2010 | 2021  |
| ---- | ---- | ---- | ----- |
| 59   | ↘40  | ↗56  | ↗4712 |